# Ross School of Business
Pour les articles homonymes, voir Ross.
La Ross School of Business, ou plus exactement la Stephen M. Ross School of Business est l'école de commerce de l'Université du Michigan à Ann Arbor. Elle décerne plusieurs types de diplômes : Bachelor, Master, Master of Business Administration et PhD.
Son programme de Master of Business Administration (M.B.A.) est l'un des plus renommés des États-Unis.
Parmi les professeurs enseignants à la Ross School of Business, on peut citer :
- Robert E.Quinn[3], professeur de management qui travaille sur le thème du Leadership et a publié plusieurs ouvrages sur ce sujet.
- Andrew J. Hoffman[4] qui travaille le thème de la soutenabilité des stratégies des entreprises.

## Le MBA

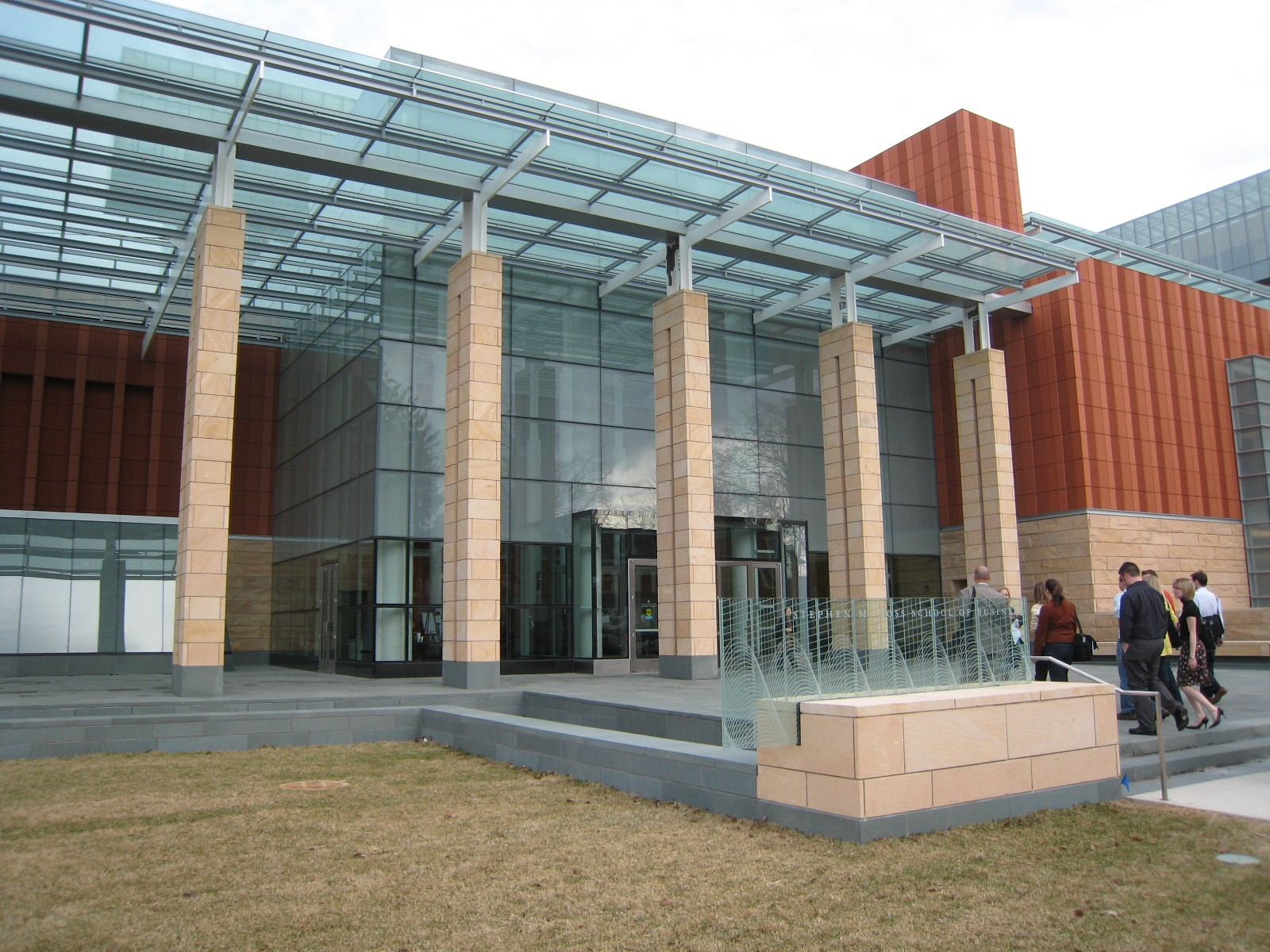
Vue de la Ross School of Business.

Régulièrement classé parmi les meilleurs MBA américains (5e dans le classement Business Week 2009 et 13e dans le classement US News 2009, le programme MBA est un programme de "General Management". Le MBA Full-Time regroupe environ 450 étudiants par promotion et dure 20 mois (stage d'été entre la première et la deuxième année inclus).
La méthode d'apprentissage est centrée sur le « Action Based Learning », apprendre en mettant en œuvre. L'un des points marquants du programme est le Multidisciplinary Action Project (MAP). Durant les 7 dernières semaines de la première année, chaque étudiant du MBA travaille dans un groupe de 4 à 6 personnes sur un sujet, un problème ou un projet pour une organisation qui a sollicité la Ross School of Business. Ce MAP qui peut se passer aussi bien aux États-Unis qu'à l'international, pour une entreprise ou pour une O.N.G. est un véritable travail de conseil aux entreprises. Il s'agit d'appliquer directement les concepts et théories dans des situations réelles au profit de véritables organisations. À l'issue de ce projet, les groupes présentes leurs travaux à leur donneur d'ordre ainsi qu'aux professeurs supervisant leur MAP. Depuis 1992, les étudiants ont participé à plus de 1200 projets pour plus de 600 organisations différentes.
Le second point marquant est le « Ross Leadership Initiative ». Tout au long des deux années du MBA, les étudiants sont formés à des compétences non-académiques : mise en place d'équipes, communication orale, communication de crise ...

## Les centres de recherche
La Stephen M. Ross School of Business est classée au troisième rang mondial en 2011 pour le research output et dispose de plusieurs centres de recherche et, notamment de :
- le Erb Institute for Global Sustainable Entreprise[8]

Cet institut créé avec la Michigan's School of Natural Resources and Environment a pour but de promouvoir les pratiques autour du développement durable aussi bien dans les entreprises que dans la société civile. Il dispense sur 3 ans un double diplôme MBA-Master of Science attribué par la Ross School of Business et la Michigan's School of Natural Resources and Environment.
- le Zell Lurie Institute for Entrepreneurial Studies[9]

Il est centré sur l'entrepreneuriat. Outre les recherches sur l'entreprise, il regroupe par le biais du Center for Venture Capital and Private Equity Finance les deux fonds d'investissement (le Wolverine Venture Fund et le Frankel Commercialization Fund) qui se montent à environ 3 millions de dollars. Ces fonds sont directement gérés par les étudiants de l'école avec l'aide de professeurs, de professionnels du capital-risque et d'entrepreneurs. Lancé en 1997, le Wolverine Fund a été le premier fonds d'investissement directement géré par des étudiants.
Le Zell Lurie Institute gère aussi les "Dare to dream grants". Il s'agit d'attribuer des financements allant jusqu'à 100 000 dollars à des étudiants qui ont des projets innovants.
- le Tauber Institute for Global Operations[10]

"Tauber" est un centre de recherche commun entre le College of Engineering de l'Université du Michigan et la Ross School of Business. Se consacrant à la partie "Opérations" des entreprises (logistique, fabrication ...) il est régulièrement cité comme le meilleur institut américain dans cette catégorie. "Tauber" met notamment ses étudiants à la disposition de grandes entreprises qui le souhaitent pour travailler sur des problématiques industrielles, organisationnelles ou logistiques. Intel ou John Deere ont notamment eu recours à ses services.
- le Institute of Labor and Industrial Relations[12]
- le William Davidson Institute[13] est spécialisé sur l'étude des économies des pays en developpement.

Il finance notamment certains projets étudiants se situant dans les pays en voie de développement.

## Le changement de nom
En 2004, l'University of Michigan Business School a été renommée du nom de Stephen M. Ross, ancien élève qui a fait fortune dans l'immobilier. Celui-ci a fait un don de 100 millions de dollars à l'université, don le plus important jamais fait à une école de commerce.

## Classements académiques
Le MBA de la Ross School of Business fait partie des plus réputés du monde :
| Palmarès MBA           | Palmarès MBA | Palmarès MBA |
| Nom                    | Monde        | National     |
| ---------------------- | ------------ | ------------ |
| QS (2020)              | 19           | 11           |
| The Economist (2019)   | 9            | 8            |
| Financial Times (2020) | 30           | 16           |
| DAUR rankings (2020)   | 15           | 13           |